# 花龟
斑龜（學名：Mauremys sinensis）又稱中華花龜、花龜、長尾龜、台灣龜、珍珠龜、梅花龜，為潮龜科擬水龜屬的爬行動物。分布於中國大陆、台灣、越南等地，常生活於低海拔的水域，如池塘、運河，緩流的河流中。該物種的模式產地在中國。
其种加词“sinensis”意为“中华的”。

## 特徵
斑龜的性格溫和，對高溫忍耐力較高，頭部、頸部及四肢的皮膚上都長著亮綠色和黑色的條紋，幼體背甲呈淺灰綠色，有三條明顯的脊稜。成年背甲會變為偏向棕色，背甲上的其中兩條脊稜會漸漸消失。腹甲則偏向象牙色，每塊甲亦帶有黑斑。雄性的尾巴較為粗、長，排洩孔離甲殼較遠，而成年的雌龜體型會大於雄龜。成年個體通常體長20至22公分，最大體長可達30公分。

## 習性
斑龜為雜食性動物，會食魚、 蝦、水中植物等。幼年較偏向肉食，成年偏向草食。

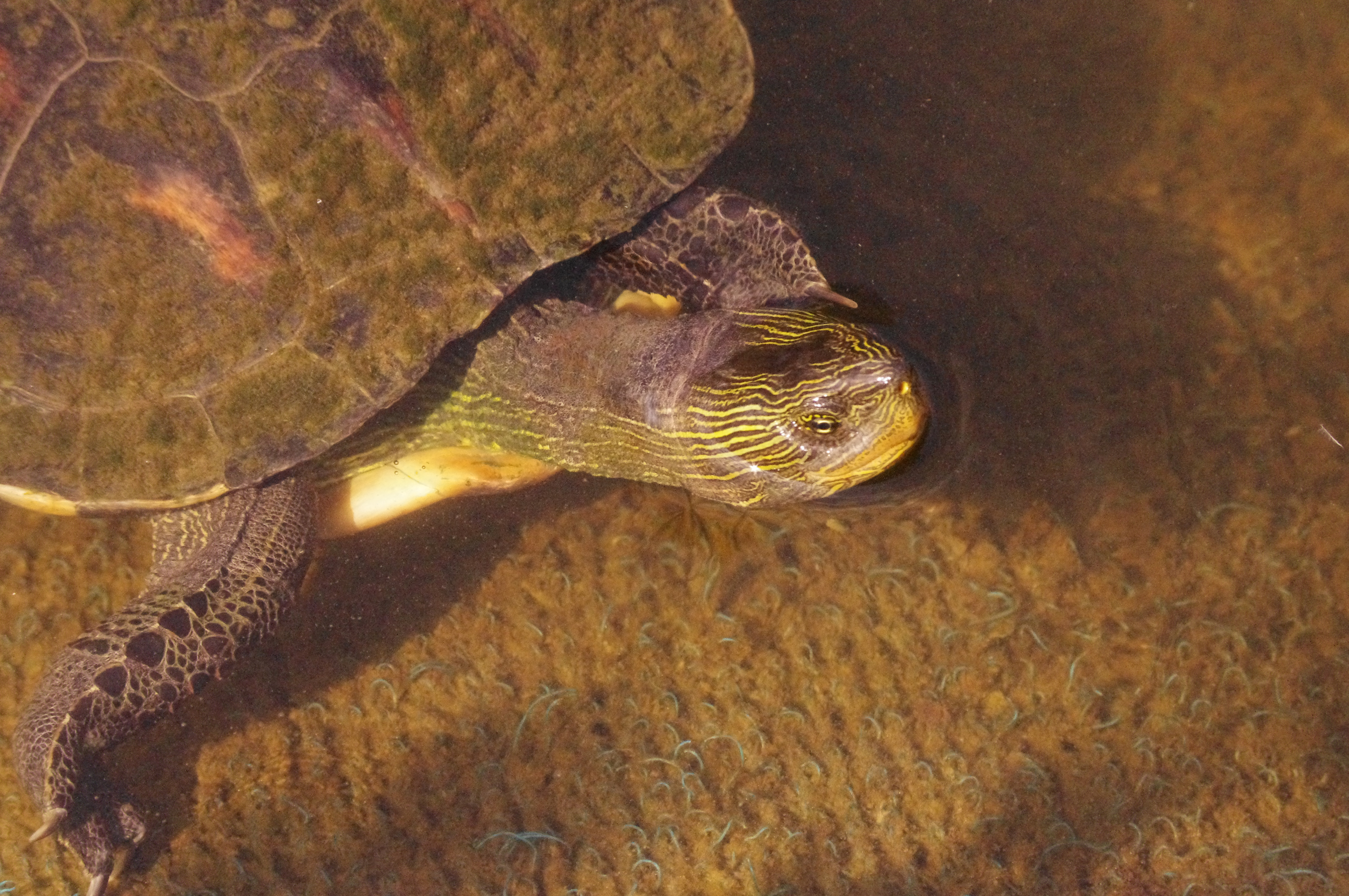
一隻台中的野生台灣斑龜

### 繁殖
雌龜每窩可以下5-20顆蛋，孵化需時約60天可。

## 現況
斑龜因紅耳龜的入侵而令野生數量有所減少，現已被列入瀕危野生動植物種國際貿易公約附錄三中，但在香港、中國大陸及台灣是養殖產量極大的受歡迎寵物龜。

## 参見
- 菲氏花龜